# Унтерфельдфебель
Унтер-фельдфебель (нім. Unterfeldwebel) — військове звання рядового складу у вермахті (1935—1945) та в Національній народній армії НДР (1956—1990). Еквівалентом військового звання у Бундесвері Західної Німеччини та сучасної Федеративної республіки Німеччина є звання штабс-унтер-офіцер (нім. Stabsunteroffizier (OR-5).

## Нацистська Німеччина

### Знаки розрізнення унтер-фельдфебеля у вермахті та Ваффен-СС
| Вид      | Сухопутні війська Третього Рейху | Люфтваффе         | Крігсмаріне | Ваффен-СС   |
| -------- | -------------------------------- | ----------------- | ----------- | ----------- |
| Collar   | –                                |                   |             |             |
| Shoulder |                                  |                   | –           |             |
| Sleeve   |                                  |                   |             |             |
| Назва    | Унтер-фельдфебель                | Унтер-фельдфебель | Обермаат    | СС-Шарфюрер |

### Національна народна арміяНДР(1956-1990)
В Збройних силах Німецької Демократичної Республіки, звання в унтер-офіцерському класі були присутні звання: унтер-офіцер, унтерфельдфебель, фельдфебель, оберфельдфебель, штабсфельдфебель. Військове звання унтерфельдфебель було найнижчим фельдфебельським званням та передостаннім у цьому класі.
Унтерфельдфебель був вище за рангом від унтер-офіцера, та нижче від фельдфебеля. Здебільшого знаки розрізнення НРА були побудовані на зразком знаків розрізнення Вермахту з наближеною уніфікацією до радянської армії.  Унтерфельдфебель мав погони з широкою срібною облямівкою (як і усі фельдфебелі), зірки на погоні були відсутні.